# Caloschemia pulchra
Caloschemia pulchra är en afrikansk fjärilsart som beskrevs av Butler 1878. Caloschemia pulchra ingår i släktet Caloschemia och familjen Callidulidae. 
Arten har hittats i Betsileo regionen på Madagaskar.